# Грасрутс иницијативе
Грасрутс (енгл. grassroots, у дословном преводу „корење траве”) покрет је онај који користи људе у датом округу, региону или заједници као основу за политички или друштвени покрет. Грасрутс покрети и организације користе колективну акцију волонтера на локалном нивоу за спровођење промена на локалном, регионалном, националном или међународном нивоу. Грасрутс покрети се повезују са доношењем одлука „одоздо према горе” (енгл. bottom-up), а не „одозго према доле” (енгл. top-down), и понекад се сматрају природнијим или спонтанијим од традиционалнијих структура моћи. У социјалном раду и другим друштвеним наукама, грасрутс означава и врсту организовања на нивоу заједнице или стратегију помоћи на локалном нивоу.
Грасрутс покрети, користећи самоорганизовање, подстичу чланове заједнице да допринесу преузимањем одговорности и акцијом за своју заједницу. Грасрутс покрети користе различите стратегије, од прикупљања средстава и регистрације бирача, до једноставног подстицања политичког разговора. Циљеви специфичних покрета варирају и мењају се, али покрети су доследни у свом фокусу на повећање масовног учешћа у политици. Ови политички покрети могу почети као мали и на локалном нивоу, али грасрутс политика, како тврди Корнел Вест, неопходна је за обликовање прогресивне политике јер скреће пажњу јавности на регионална политичка питања.
Идеја грасрутса се често меша са партиципативном демократијом. Изјава из Порт Хјурона, манифест који тежи демократскијем друштву, наводи да, како би се створило праведније друштво, „корени америчког друштва” (енгл. the grass roots of American Society) морају бити основа покрета за грађанска права и економске реформе. Појмови се могу разликовати по томе што се грасрутс често односи на специфичан покрет или организацију, док се партиципативна демократија односи на шири систем управљања.

## Историја
Најранији почеци израза „грасрутс” (енгл. grass roots) као политичке метафоре су нејасни. У Сједињеним Државама, сматра се да је рану употребу фразе „грасрутс и чизме” сковао сенатор Алберт Џ. Бевериџ из Индијане, који је 1912. године за Прогресивну странку рекао: „Ова странка је дошла из народа. Израсла је из тла тешких потреба људи.”
У новинском чланку из 1907. о Еду Перију, потпредседнику државног комитета Оклахоме, фраза је употребљена на следећи начин: „Што се тиче његових политичких ставова, господин Пери је издао следећу сажету платформу: 'Залажем се за поштен договор, представљање из народа, за блискост с народом, против владавине затворених кругова и за правичан третман.'” Новински чланак из 1904. о кампањи за могућег потпредседничког кандидата Теодора Рузвелта, Илаја Торанса, цитира политичког организатора из Канзаса који каже: „Рузвелтови и Торансови клубови биће организовани у сваком месту. Почећемо од народа.”
Од почетка 20. века, грасрутс покрети су широко распрострањени како у Сједињеним Државама, тако и у другим земљама. Главни примери укључују делове Америчког покрета за грађанска права 1950-их и 1960-их, бразилски покрет за праведну расподелу земљишта 1970-их и касније, кинески покрет за руралну демократију 1980-их и немачки мировни покрет 1980-их.
Посебан пример грасрутс политике у Америчком покрету за грађанска права био је случај Вилијама ван Тила из 1951. године, који је радио на интеграцији јавних школа у Нешвилу. Ван Тил је радио на стварању грасрутс покрета усмереног на дискусију о расним односима на локалном нивоу. У том циљу, основао је Нешвилску конференцију за односе у заједници, која је окупљала лидере из различитих заједница у Нешвилу како би разговарали о могућности интеграције. Као одговор на његове покушаје да се повеже са вођством у црначкој заједници, становници Нешвила су одговорили насиљем и тактикама застрашивања. Међутим, Ван Тил је ипак успео да окупи црнце и белце да разговарају о потенцијалу за промену расних односа, и на крају је био кључан у интеграцији Пеабодy Цоллеге оф Едуцатион у Нешвилу. Штавише, план десегрегације који је предложила Ван Тилова конференција спроведен је у нешвилским школама 1957. године. Овај покрет се карактерише као грасрутс јер се фокусирао на промену норме на локалном нивоу користећи локалну моћ. Ван Тил је сарађивао са локалним организацијама како би подстакао политички дијалог и на крају је био успешан.
Бразилски покрет беземљаша (МСТ) основан је 1970-их и прерастао је у међународну организацију. МСТ се фокусирао на организовање младих пољопривредника и њихове деце у борби за различита права, пре свега за право на приступ земљишту. Покрет је тражио органске вође и користио стратегије директне акције као што су окупације земљишта. Углавном је задржао аутономију од бразилске владе. МСТ вуче корене из незадовољства произашлог из великих неједнакости у власништву над земљиштем у Бразилу 1960-их. То незадовољство је добило на снази, посебно након што је Бразил постао демократија 1985. године. Покрет се посебно фокусирао на заузимање земљишта које се сматрало непродуктивним, чиме је показао да тежи општој друштвеној користи. Деведесетих година 20. века утицај МСТ-а је значајно порастао након два масовна убиства демонстраната. Успешни протести су били они у којима су породице које су заузимале имања добијале парцеле. Иако су грасрутс напори МСТ-а били успешни у Бразилу, када их је 2001. године покушао Јужноафрички покрет беземљаша (ЛПМ), нису били ни приближно тако успешни. Окупације земљишта у Јужној Африци биле су политички спорне и нису постигле позитивне резултате какве је видео МСТ.
Национални народни конгрес је био грасрутс демократски реформски покрет који је произашао из постојеће кинеске владе 1987. године. Подстицао је грасрутс изборе у селима широм Кине са изричитим циљем увођења демократије на локални ниво власти. Реформе су се одвијале у облику самоуправних сеоских одбора који су бирани у такмичарском, демократском процесу. Сју Ванг са Универзитета Принстон назвао је Конгрес обострано оснажујућим за државу и сељаштво, јер је држава добила обновљени ниво легитимитета демократским реформама, а сељаштво је добило далеко већу политичку моћ. То се огледало у повећаној излазности на изборе, посебно сиромашних, и повећаном нивоу политичке свести, према Ванговом истраживању. Један пример повећане одговорности нових институција била је провинција у којој су сељани дали 99.000 предлога локалној управи. На крају је усвојено 78.000, што указује на висок степен одзива власти. Овај покрет се сматра грасрутс јер се фокусира на систематско оснаживање народа. Овај фокус се манифестовао у демократским институцијама које су се усредсредиле на ангажовање сиромашних и у реформским напорима који су тежили да владу учине одговорнијом вољи народа.
Још један пример историјског грасрутс покрета био је немачки мировни покрет 1980-их. Покрет вуче корене из покрета 1950-их против нуклеарног наоружања или покрета „Забраните бомбу”. Осамдесетих година покрет је постао много већи. Године 1981, 800 организација је вршило притисак на владу да смањи величину војске. Притисак је кулминирао протестом 300.000 људи у немачкој престоници Бону. Покрет је био успешан у стварању грасрутс организације, Координационог одбора, који је усмеравао напоре мировних покрета у наредним годинама. Одбор на крају није успео да смањи величину немачке војске, али је поставио темеље за протесте против рата у Ираку 2000-их. Поред тога, покрет је покренуо јавни дијалог о политици усмереној на мир и безбедност. Као и Покрет за грађанска права, немачки мировни покрет се сматра грасрутс јер се фокусирао на политичке промене почевши од локалног нивоа.
Још један пример грасрутса из 1980-их био је Citizens Clearinghouse for Natural Waste, организација која је ујединила заједнице и различите грасрутс групе у Америци у подршци еколошки прихватљивијим методама поступања са природним отпадом. Покрет се посебно фокусирао на афроамеричке заједнице и друге мањине. Настојао је да подигне свест у тим заједницама и промени фокус са премештања проблематичног отпада на промену система који производи такав отпад. Покрет се сматра грасрутс јер је користио стратегије које су своју моћ црпеле из погођених заједница. На пример, у Северној Каролини, афроамеричке заједнице су лежале испред камиона за смеће како би протестовале против њиховог утицаја на животну средину. Успех ових покрета углавном тек треба да се види.

## Стратегије
Грасрутс покрети користе тактике које граде моћ из локалних и заједничких покрета. Grassroots Campaigns, Inc., непрофитна организација посвећена стварању и подршци грасрутс покретима у Америци, каже да грасрутс покрети имају за циљ прикупљање новца, изградњу организација, подизање свести, изградњу препознатљивости имена, победу на кампањама и продубљивање политичког учешћа. Грасрутс покрети раде на овим и другим циљевима путем стратегија које се фокусирају на локално учешће у локалној или националној политици.
Грасрутс организације своју моћ црпе из народа, заједнице; стога њихове стратегије теже да у што већој мери ангажују обичне људе у политичком дискурсу. Испод је листа стратегија које се сматрају грасрутс због њиховог фокуса на ангажовање становништва:
- Организовање кућних састанака или забава
- Одржавање већих састанака — годишњих скупштина
- Постављање постера
- Разговор са пролазницима на улици или од врата до врата (често уз употребу информативних подлога за писање)
- Прикупљање потписа за петиције
- Мобилизација кампања писања писама, телефонских позива и слања е-поште
- Постављање информативних столова
- Прикупљање новца од многих малих донатора за политичко оглашавање или кампање
- Организовање великих демонстрација
- Тражење од појединаца да поднесу мишљења медијима и владиним званичницима
- Одржавање активности за излазак на гласање, које укључују праксе подсећања људи да гласају и превоза до бирачких места.

## Употреба друштвених мрежа
Истакнутост друштвених медија у политичком и друштвеном активизму нагло је порасла. Инфлуенсери на апликацијама попут Инстаграма и Твитера постали су жаришта за развој грасрутс покрета, служећи као платформе за информисање, мотивисање и организовање.

### Хештегови
Још један утицајан начин на који се медији користе за организовање је употреба хештегова за груписање објава са целе мреже под јединственом поруком. Неки хештегови који су изазвали већу медијску пажњу укључују покрет #MeToo, покренут 2017. као одговор на оптужбе за сексуално злостављање против истакнутих личности у америчкој индустрији забаве. Грасрутс покрети такође користе хештегове за организовање на великом нивоу на друштвеним медијима. Неки примери укључују:
- #BlackLivesMatter: овај хештег показује како оно што почиње као медијска кампања може да се укорени и постане оличење читавог покрета.[17]
- #LoveWins: Након што је Врховни суд Сједињених Америчких Држава пресудио у корист легализације истополних бракова, присталице су користиле хештег #LoveWins.
- #Resist: Овај хештег, коришћен у градовима широм Америке, још је један пример моћи организовања путем медијских платформи. Користили су га сајтови за планирање догађаја попут Meetup-а како би окупили чланове заједнице који су желели да се политички ангажују.

## Примери

### Председничка кампања Берија Голдвотера 1964.
Млађи сенатор из Аризоне и носилац конзервативног крила републиканаца, Бери Голдвотер, објавио је своју кандидатуру 3. јануара 1964. Голдвотер се фокусирао на циљеве као што су смањење величине савезне владе, смањење пореза, промоција слободног предузетништва и снажна посвећеност глобалном вођству САД и борби против комунизма, што је снажно привукло конзервативце у Републиканској странци.
Упркос жестоком противљењу лидера доминантног умерено-либералног крила његове странке, као што су гувернер Њујорка Нелсон Рокфелер и гувернер Мичигена Џорџ Ромни, Голдвотер је обезбедио републиканску номинацију. Покренуо је грасрутс покрет међу младим конзервативцима представљајући се као поштен, посвећен и истински политичар. Већина донација за његову кампању дошла је од појединачних присталица; само једна трећина донација била је већа од 500 долара.

### Председничка кампања Бернија Сандерса 2016.
Млађи сенатор Сједињених Држава и бивши представник из Вермонта, Берни Сандерс, званично је најавио своју председничку кампању 2016. године 26. маја 2015, на темељу преокретања „непристојних нивоа” неједнакости у приходима и богатству. Сандерс је изјавио да ће водити позитивну кампању оријентисану на питања, фокусирајући своје напоре на избацивање корпоративног новца из политике, повећање пореза за богате, гарантовање бесплатног високог образовања, увођење система здравствене заштите са једним платиоцем, борбу против климатских промена и друга кључна питања.
Они инспирисани Сандерсом успели су да подигну кампању до нивоа изазова за демократског фаворита, бившу државну секретарку Хилари Клинтон, пре него што су на крају изгубили. Сандерс је искористио своју грасрутс кампању да прими више од 7 милиона појединачних доприноса у просеку од 27 долара, ефективно оборивши претходни рекорд појединачних доприноса Барака Обаме из 2008.

### Грасрутс покрет за помоћ у Великој Британији
Године 2015. избегличка криза постала је вест на насловним странама широм света. Погођен сликама невоља избеглица које стижу и путују широм Европе, грасрутс покрет за помоћ (познат и као покрет од људи за људе или покрет солидарности људи), који се састоји од хиљада приватних лица без претходног искуства у невладиним организацијама, почео је озбиљно да се самоорганизује и формира групе које носе помоћ у подручја расељених лица. Први талас раних одговорних стигао је у кампове у Калеу и Денкерку у августу 2015. и удружио снаге са постојећим локалним добротворним организацијама које су подржавале становнике тамо. Други волонтери су путовали да подрже избеглице широм Балкана, Македоније и грчких острва. Грасрутс помоћ је попунила празнине и спасила животе попуњавањем рупа у систему између влада и постојећих добротворних организација.

### Axis of Justice
Axis of Justice (AofJ) је непрофитна група коју су основали Том Морело и Серџ Танкијан. Њена сврха је промовисање социјалне правде повезивањем музичара и љубитеља музике са прогресивним грасрутс идеалима. Група се појављује на музичким фестивалима; најистакнутији је био Лолапалуза 2003. године. Axis of Justice се најредовније појављује када наступају бендови System of a Down или Audioslave. Група такође има подкаст на XM Satellite радију и KPFK (90,7 FM), станици Pacifica Radio у Лос Анђелесу, Калифорнија. Мисија AofJ-а је да повеже локалне љубитеље музике са организацијама, локалним и глобалним, које ефикасно раде на питањима као што су мир, људска права и економска правда унутар заједница.

### Други примери
- Сат за нашу планету - Креиран од стране WWF Аустралија, рекламнe агенцијe Лио Бернет Сиднеј и Fairfax Media, описао се као „највећи светски грасрутс покрет”.[30]
- Momentum у Уједињеном Краљевству: описан је као грасрутс покрет који подржава Џеремија Корбина и Лабуристичку партију.[31]

## Критике

### Приступ „одозго према доле” наспрам приступа „одоздо према горе”
Постоји стална дебата о томе да ли је приступ „одоздо према горе” или „одозго према доле” боље прилагођен решавању проблема са којима се суочавају заједнице. Обрада „одозго према доле” укључује програме великих размера или оквире на високом нивоу, често вођене владиним или међународним акцијама. Овај приступ је одличан за праћење узрочно-последичних веза великих размера у системима животне средине и има боље финансирање. Овај приступ обично осмишљавају спољни актери који могу само да перципирају потребе заједнице, па се потребе заједнице често решавају само маргинално или уопште не. Насупрот томе, обрада „одоздо према горе” дефинише се као „посматрање или праћење напора дефинисаних и предузетих на локалном нивоу и пренетих вишим телима, често са фокусом на подршку исходима које жели локална заједница.” У приступу „одоздо према горе” „локални становници и [обојени људи] ко-фацилитирају обуке и радионице” — ово „оснажује учеснике”. Приступи „одоздо према горе” често немају утицаја изван локалног окружења. Грасрутс организације примењују приступ „одоздо према горе” јер често омогућавају директно учешће заједнице.

### Проблеми са хоризонталним покретима
Грасрутс покрети се често критикују јер је недавни пораст друштвених медија резултирао покретима без вођа и хоризонталним покретима. Неки тврде да су друштвени покрети без јасне хијерархије далеко мање ефикасни и да је већа вероватноћа да ће изумрети.

### Астротурфинг
Астротурфинг се односи на политичку акцију која је замишљена да изгледа као грасрутс, то јест спонтана и локална, али заправо долази од спољне организације, као што је корпорација или тинк-тенк. Назив је добио по АстроТурф, бренду вештачке траве. Пример астротурфинга био је напор корпорације ExxonMobil да шири лажне информације о климатским променама. ExxonMobil је био у великој мери успешан и у ширењу информација путем тинк-тенкова и у прикривању праве природе тих тинк-тенкова.
Контроверзнији примери астротурфинга често показују неке карактеристике праве грасрутс организације, али и карактеристике астротурфа. Многи напори председника Обаме, на пример, сматрани су грасрутс због њиховог фокуса на укључивање бирачког тела у целини. Критичари Обаме су тврдили да су неке од ових метода заправо астротурфинг јер верују да је Обама лажирао грасрутс подршку. На пример, Reason Foundation је оптужила Обаму да је постављао астротурф присталице на састанке у градским већницама. Многи покрети и организације морају се сместити на континуум између грасрутса и астротурфа, уместо да се етикетирају у потпуности као једно или друго. На пример, аустралијски Конвој неповерења, покрет који је тежио да изнуди превремене изборе 2011. године, укључивао је елементе грасрутс инфраструктуре у свом ослањању на бес и незадовољство учесника. Такође је имао елементе астротурфа, наиме у великој мери у којој се ослањао на подршку политичких елита у опозиционој странци.
Покрет Чајанка, конзервативна снага у америчкој политици која је почела 2009. године, такође је контроверзан пример астротурфинга. Критичари, међу којима су и бивши председник Барак Обама и председница Представничког дома Ненси Пелоси, одбацили су Покрет Чајанка као астротурф. Они кажу да покрет тврди да представља велике делове Америке, док у стварности долази од неколико милијардера који траже политике повољне за себе. Покрет Чајанка се бранио, тврдећи да произилази из широке народне подршке и распрострањеног беса на Демократску странку и разочарења у Републиканску странку. Браниоци Покрета Чајанка цитирају анкете које показују значајну подршку, што указује да покрет има неку основу у грасрутс политици. Критичари указују на корпоративни утицај на Покрет Чајанка, за који верују да указује да је покрет више „одозго према доле” него што би грасрутс реторика сугерисала.

## Употреба у спорту
Термин „грасрутс” користе бројна спортска организациона тела да би се означио најнижи, најелементарнији облик игре који свако може да игра. Фокусирање на грасрутс спортског кода може довести до већег броја учесника, веће подршке професионалним тимовима/спортистима и на крају пружити перформансне и финансијске користи организацији за улагање у раст и развој спорта. Неки примери овога су ФИФА-ин Грасрутс програм и иницијатива Фудбалског савеза Аустралије „Голови за грасрутс”.